# NGC 6638
NGC 6638 (również GCL 95 lub ESO 522-SC30) – gromada kulista znajdująca się w gwiazdozbiorze Strzelca. Odkrył ją William Herschel 12 lipca 1784 roku. Jest położona w odległości ok. 30,7 tys. lat świetlnych od Słońca oraz 7,2 tys. lat świetlnych od centrum Galaktyki.